# Liu Yang
Liu Yang (en chino, 刘洋; pinyin, Liú Yáng; 6 de octubre de 1978, Zhengzhou, República Popular China) es una piloto y taikonauta china. El 16 de junio de 2012 se convirtió en la primera mujer china que viajó al espacio, como miembro de la tripulación de la misión Shenzhou 9.

## Carrera

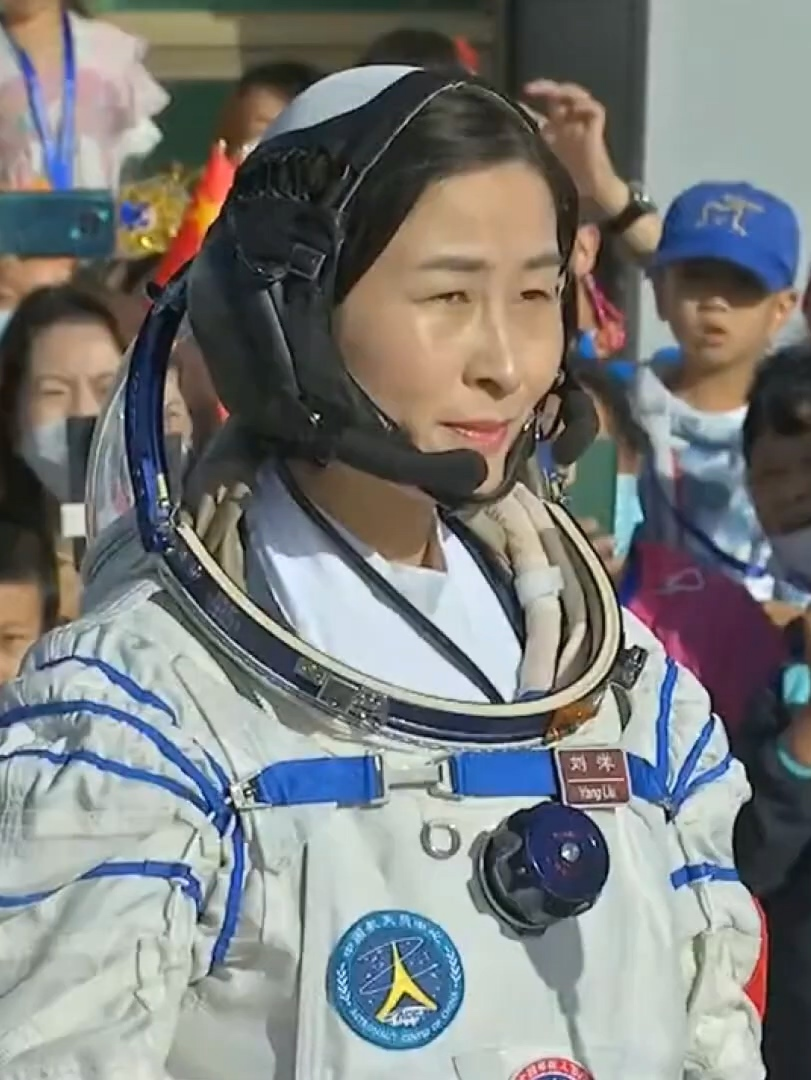
Astronauta Liu Yang antes del lanzamiento de la misión Shenzhou 14.

Liu fue subdirectora de una unidad de vuelo de la Fuerza Aérea del Ejército Popular de Liberación y mayor del ejército. También es una piloto veterana con más de 1700 horas de experiencia en vuelo y, después de dos años de entrenamiento, destacó en las pruebas antes de ser seleccionada con otra mujer, Wang Yaping, como candidata para el cuerpo de taikonautas.
Liu fue seleccionada como miembro de la tripulación de la misión Shenzhou 9, la primera misión tripulada a la estación espacial china Tiangong 1, convirtiéndose en la primera taikonauta femenina en viajar al espacio para el programa espacial chino, junto con Jing Haipeng y Wang Liu. La misión inició el 16 de junio de 2012, 49 años después de que tuviera lugar el primer viaje de una mujer al espacio, la cosmonauta Valentina Tereshkova.
Está casada, requisito imprescindible para todas las mujeres astronautas en la República Popular China.